# Ruth Chatterton
Ruth Chatterton (New York, 24 december 1892 – Norwalk, 24 november 1961) was een Amerikaans actrice.

## Biografie
Chatterton brak al als tiener door. Ze begon het leven als actrice te verkennen toen ze op 14-jarige leeftijd een kleine rol kreeg op Broadway. Haar grootste succes kwam in 1914, toen ze speelde in het toneelstuk Daddy Long Legs. In 1928 kreeg ze haar eerste rol in de zwijgende film The Sins of the Fathers. Ze werd al gauw een ster in de beginjaren van de sprekende film, toen ze vaak de First Lady of the Screen en First Lady of the Talkies werd genoemd.
.
In 1929 werd ze genomineerd voor een Academy Award voor Beste Actrice voor haar rol in Madame X. Een jaar later kreeg ze een nominatie voor haar rol in Sarah and Son. 
Ze speelde in veel succesvolle films voornamelijk bij Paramount Pictures. Drie van deze films waren geregisseerd door Hollywoods enige vrouwelijke regisseur Dorothy Arzner. Chatterton was de vrouwelijke topster van Paramount, maar ze kreeg concurrentie van Marlene Dietrich.  In 1932 vertrok ze naar Warner Bros. Pictures. Maar de gehoopte nieuwe impuls voor haar carrière bleef uit en haar films werden geleidelijk aan minder succesvol. In 1934 was haar contract bij Warner Bros afgelopen en als een van de oudste sterren van haar tijd werd ze geconfronteerd met leeftijdsdiscriminatie, Haar populariteit nam af. 
In 1936 speelde ze een hoofdrol in Dodsworth, een van haar bekendste rollen. Daarna speelde ze nog in twee Engelse films. In 1938 werd haar laatste film, A Royal Divorce, uitgebracht. 
In de jaren 50 was ze nog in verscheidene televisieseries te zien. Vervolgens werd ze een schrijfster van romans.

## Persoonlijk leven
Ruth Chatterton was destijds een van de weinige vrouwelijke piloten en ze was goed bevriend met Amelia Earhart. Ze vloog verschillende keren solo door de VS en was in de jaren dertig sponsor van de Sportsman Pilot Mixed Air Derby en de jaarlijkse Ruth Chatterton Air Derby.
Chatterton is drie keer getrouwd geweest en ze had geen kinderen. Haar eerste huwelijk was met acteur Ralph Forbes van 1924 tot 1932. Een dag na de scheiding trouwde ze met George Brent, een medeacteur in The Rich Are Always with Us en The Crash. Het huwelijk duurde tot 1934. In 1942 trouwde ze met acteur Barry Thomson tot aan zijn dood in 1960. In november 1961 stierf ze onverwacht op 68-jarige leeftijd aan een hersenbloeding in haar landhuis in Connecticut.

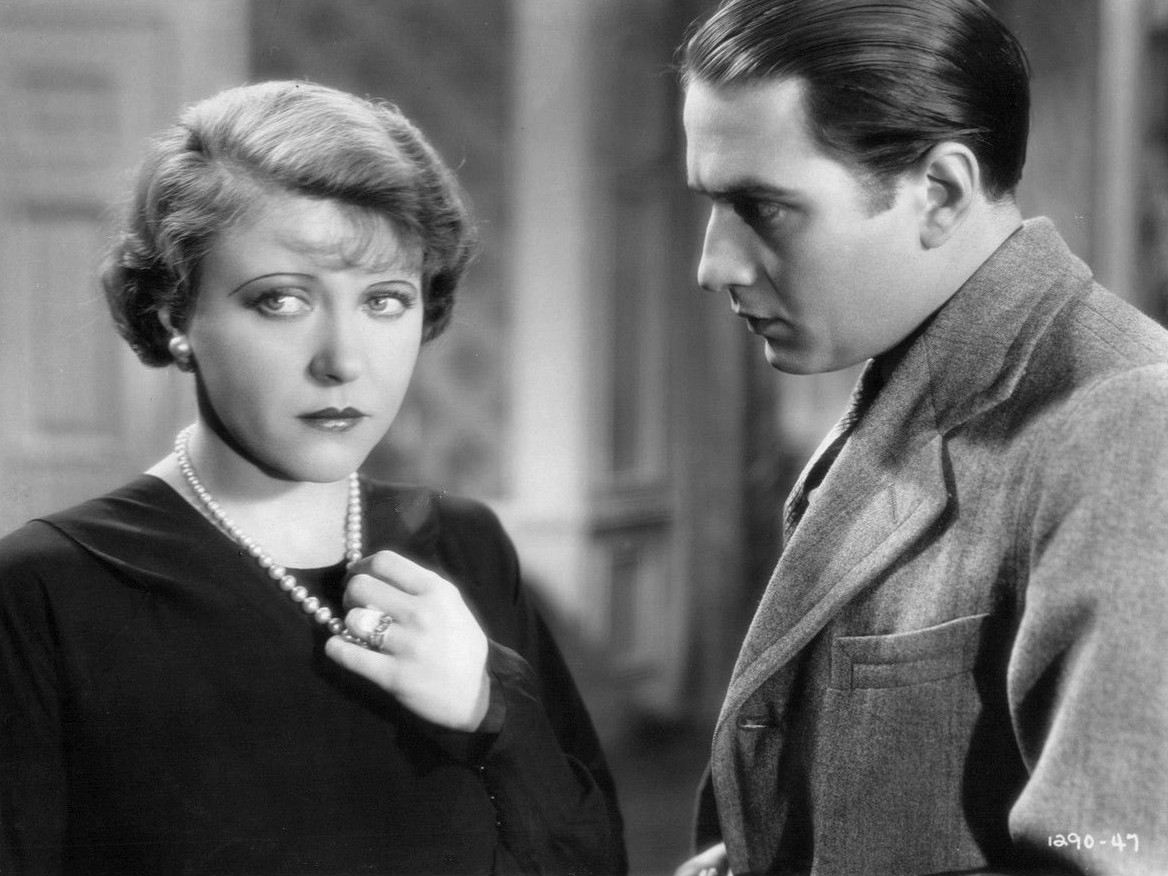
Chatterton met Donald Cook in "Unfaithful" (1931)

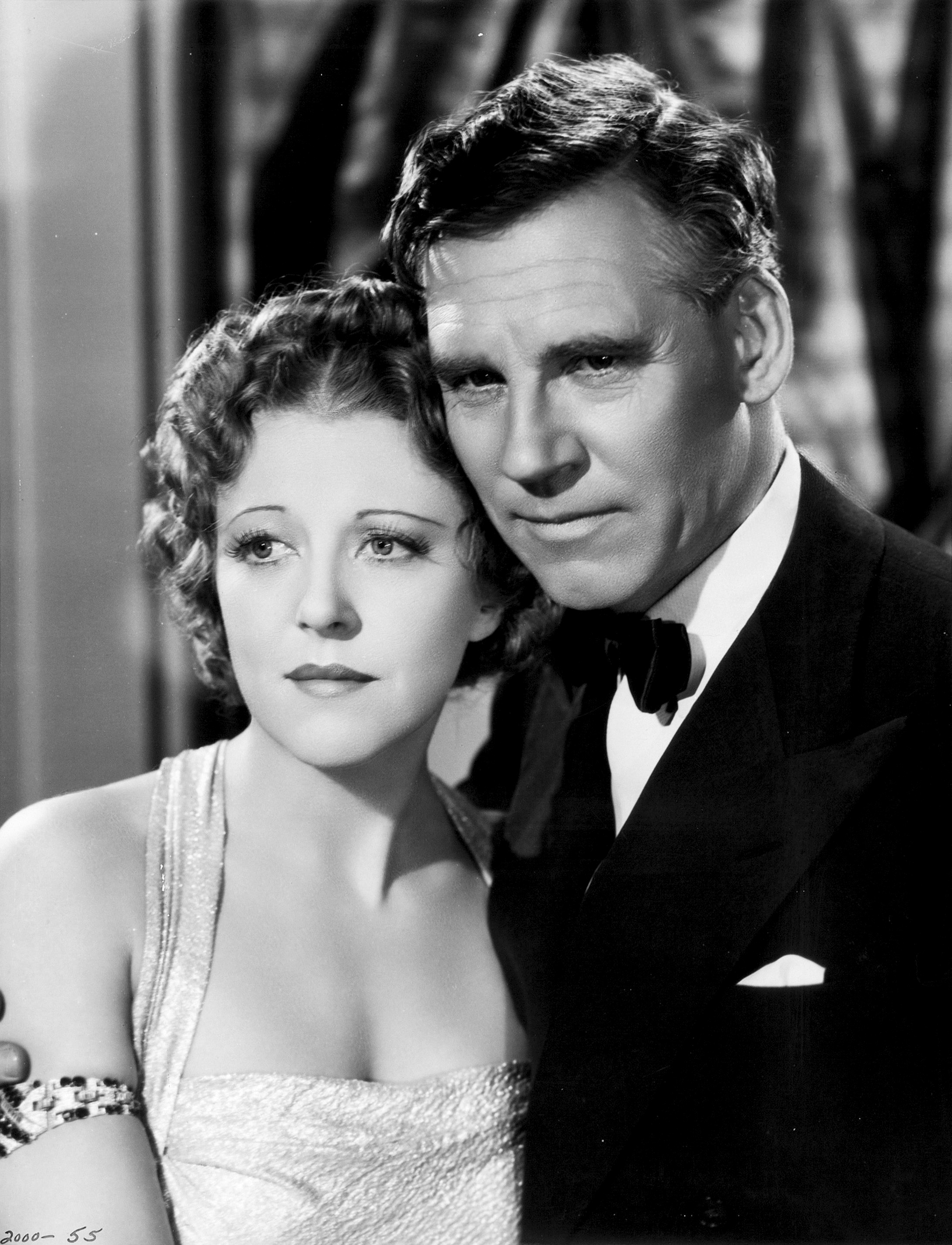
Chatterton en Walter Huston in "Dodsworth" (1936)